# Антониос Маламатис
Антониос Маламатис (на гръцки: Αντώνιος Μαλαμάτης) е гръцки революционер, деец на гръцката въоръжена пропаганда в Македония.

## Биография
Антониос Маламатис е роден в солунското село Киречкьой, тогава в Османската империя. Става хайдутин в района на Хортач и Богданската планина. След 1905 година се присъединява към гръцката пропаганда в борбата ѝ с българските чети на ВМОРО и подпомага четите на офицерите Емануил Кацигарис и Леонидас Папамалекос. Действа с четата си в района на Урумлъка.